# ICC Trophy 1994
L'ICC Trophy 1994 è stato un torneo mondiale di cricket, valido per poter assegnare gli ultimi tre posti disponibili per la Coppa del Mondo 1996. La vittoria finale è andata alla nazionale degli Emirati Arabi Uniti, per la prima volta nella storia.

## Formula
La formula prevedeva quattro gironi all'italiana da cinque squadre ciascuna. Ogni squadra affronta le altre in partite di sola andata. Le prime due classificate di ogni gruppo avanzano in una nuova fase a gironi composta da due gruppi da quattro squadre ciascuna. Le prime due classificate di ogni gruppo si affrontavano in semifinali incrociate e successivamente nella finale. Era prevista una finale per il terzo posto, ultimo posto utile per qualificarsi alla coppa del mondo.
In ogni girone i punteggi erano così ripartiti:
- 4 punti per ogni vittoria
- 2 punti per ogni pareggio o No Result
- 0 punti per ogni sconfitta

## Qualificazioni
Non ci furono tornei di qualificazione, al torneo vennero automaticamente ammessi tutti i venti paesi associate members dell'International Cricket Council.

## Torneo

### Primo Turno

#### Gruppo A

##### Partite
| Data             | Luogo                              | In battuta                          | Al lancio                          | Risultato                                  |
| ---------------- | ---------------------------------- | ----------------------------------- | ---------------------------------- | ------------------------------------------ |
| 12 febbraio 1994 | Jaffery Sports Club Nairobi        | Papua Nuova Guinea 248/5 (50 overs) | Gibilterra 113 (38.2 overs)        | PNG vince di 135 runs Referto              |
| 12 febbraio 1994 | Nairobi Club Ground Nairobi        | Malaysia 118/9 (50 overs)           | Paesi Bassi 119/1 (28.4 overs)     | NED vince di 9 wickets Referto             |
| 14 febbraio 1994 | Premier Club Ground Nairobi        | Gibilterra 80 (44.4 overs)          | Paesi Bassi 85/0 (9.5 overs)       | NED vince di 10 wickets Referto            |
| 14 febbraio 1994 | Ngara Sports Club Nairobi          | Irlanda 230/8 (50 overs)            | Papua Nuova Guinea 88/7 (32 overs) | IRL vince per il maggiore Run Rate Referto |
| 16 febbraio 1994 | Sir Ali Muslim Club Ground Nairobi | Gibilterra 136/9 (50 overs)         | Irlanda 138/4 (37.3 overs)         | IRL vince di 6 wickets Referto             |
| 16 febbraio 1994 | Jaffery Sports Club Nairobi        | Papua Nuova Guinea 165 (47.5 overs) | Malaysia 121 (46.4 overs)          | PNG vince di 44 runs Referto               |
| 18 febbraio 1994 | Ngara Sports Club Nairobi          | Malaysia 253/4 (50 overs)           | Gibilterra 119/9 (50 overs)        | MYS vince di 134 runs Referto              |
| 18 febbraio 1994 | Ruaraka Sports Club Nairobi        | Paesi Bassi 235/8 (50 overs)        | Irlanda 165 (48 overs)             | NED vince di 70 runs Referto               |
| 20 febbraio 1994 | Simba Union Ground Nairobi         | Malaysia 110 (48.2 overs)           | Irlanda 111/1 (24.3 overs)         | IRL vince di 9 wickets Referto             |
| 20 febbraio 1994 | Aga Khan Sports Club Nairobi       | Paesi Bassi 212/5 (50 overs)        | Papua Nuova Guinea 113 (41 overs)  | NED vince di 99 runs Referto               |

##### Classifica
| Squadre            | G | V | P | Par | NR | Pti | RR    | Esito                                      |
| ------------------ | - | - | - | --- | -- | --- | ----- | ------------------------------------------ |
| Paesi Bassi        | 4 | 4 | 0 | 0   | 0  | 16  | 4,700 | Qualificati alla seconda fase              |
| Irlanda            | 4 | 3 | 1 | 0   | 0  | 12  | 3,975 | Qualificati alla seconda fase              |
| Papua Nuova Guinea | 4 | 2 | 2 | 0   | 0  | 8   | 3,374 | Qualificati al torneo di consolazione      |
| Malaysia           | 4 | 1 | 3 | 0   | 0  | 4   | 3.010 | Qualificati al torneo di consolazione      |
| Gibilterra         | 4 | 0 | 4 | 0   | 0  | 0   | 2,240 | Qualificata al girone per gli ultimi posti |

#### Gruppo B

##### Partite
| Data             | Luogo                              | In battuta                                   | Al lancio                                    | Risultato                      |
| ---------------- | ---------------------------------- | -------------------------------------------- | -------------------------------------------- | ------------------------------ |
| 13 febbraio 1994 | Simba Union Ground Nairobi         | Argentina 120 (43.2 overs)                   | Bangladesh 123/3 (35.2 overs)                | BAN vince di 7 wickets Referto |
| 13 febbraio 1994 | Sir Ali Muslim Club Ground Nairobi | Africa Orientale e Centrale 92 (37.3 overs)  | Emirati Arabi Uniti 93/3 (26.5 overs)        | UAE vince di 7 wickets Referto |
| 15 febbraio 1994 | Impala Sports Club Nairobi         | Africa Orientale e Centrale 98 (36.2 overs)  | Bangladesh 99/3 (22.5 overs)                 | BAN vince di 7 wickets Referto |
| 15 febbraio 1994 | Aga Khan Sports Club Nairobi       | Stati Uniti 206 (47.5 overs)                 | Emirati Arabi Uniti 209/6 (47.1 overs)       | UAE vince di 4 wickets Referto |
| 17 febbraio 1994 | Jaffery Sports Club Nairobi        | Argentina 128 (49.2 overs)                   | Emirati Arabi Uniti 129/2 (24.3 overs)       | UAE vince di 8 wickets Referto |
| 17 febbraio 1994 | Nairobi Club Ground Nairobi        | Africa Orientale e Centrale 105 (35.1 overs) | Stati Uniti 106/1 (14.4 overs)               | USA vince di 9 wickets Referto |
| 19 febbraio 1994 | Ngara Sports Club Nairobi          | Argentina 180 (48 overs)                     | Africa Orientale e Centrale 143 (38.1 overs) | ARG vince di 37 runs Referto   |
| 19 febbraio 1994 | Jaffery Sports Club Nairobi        | Stati Uniti 145 (45.4 overs)                 | Bangladesh 147/7 (46 overs)                  | BAN vince di 3 wickets Referto |
| 21 febbraio 1994 | Sir Ali Muslim Club Ground Nairobi | Stati Uniti 337/6 (50 overs)                 | Argentina 226/6 (50 overs)                   | USA vince di 111 runs Referto  |
| 21 febbraio 1994 | Ngara Sports Club Nairobi          | Bangladesh 233/7 (50 overs)                  | Emirati Arabi Uniti 236/4 (46.3 overs)       | UAE vince di 6 wickets Referto |

##### Classifica
| Squadre                     | G | V | P | Par | NR | Pti | RR    | Esito                                      |
| --------------------------- | - | - | - | --- | -- | --- | ----- | ------------------------------------------ |
| Emirati Arabi Uniti         | 4 | 4 | 0 | 0   | 0  | 16  | 4,600 | Qualificati alla seconda fase              |
| Bangladesh                  | 4 | 3 | 1 | 0   | 0  | 12  | 3,905 | Qualificati alla seconda fase              |
| Stati Uniti                 | 4 | 2 | 2 | 0   | 0  | 8   | 4,822 | Qualificati al torneo di consolazione      |
| Argentina                   | 4 | 1 | 3 | 0   | 0  | 4   | 3,270 | Qualificati al torneo di consolazione      |
| Africa Orientale e Centrale | 4 | 0 | 4 | 0   | 0  | 0   | 2,190 | Qualificata al girone per gli ultimi posti |

#### Gruppo C

##### Partite
| Data             | Luogo                        | In battuta                 | Al lancio                   | Risultato                       |
| ---------------- | ---------------------------- | -------------------------- | --------------------------- | ------------------------------- |
| 12 febbraio 1994 | Impala Sports Club Nairobi   | Canada 159/8 (30 overs)    | Singapore 50/8 (20.1 overs) | No Result Referto               |
| 12 febbraio 1994 | Premier Club Ground Nairobi  | Israele 99 (41.4 overs)    | Kenya 100/1 (15 overs)      | KEN vince di 9 wickets Referto  |
| 14 febbraio 1994 | Nairobi Club Ground Nairobi  | Namibia 51 (16.3 overs)    | Canada 52/0 (11.5 overs)    | CAN vince di 10 wicekts Referto |
| 14 febbraio 1994 | Ruaraka Sports Club Nairobi  | Singapore 76 (34.5 overs)  | Kenya 77/1 (9.2 overs)      | KEN vince di 9 wickets Referto  |
| 16 febbraio 1994 | Ruaraka Sports Club Nairobi  | Israele 89 (29.1 overs)    | Canada 90/2 (21.4 overs)    | CAN vince di 8 wickets Referto  |
| 16 febbraio 1994 | Ngara Sports Club Nairobi    | Singapore 116 (38 overs)   | Namibia 117/5 (32.3 overs)  | NAM vince di 5 wickets Referto  |
| 18 febbraio 1994 | Ngara Sports Club Nairobi    | Singapore 120 (49.3 overs) | Israele 121/8 (48.2 overs)  | ISR vince di 2 wickets Referto  |
| 18 febbraio 1994 | Simba Union Ground Nairobi   | Kenya 198 (48.3 overs)     | Namibia 178 (49.4 overs)    | KEN vince di 20 runs Referto    |
| 20 febbraio 1994 | Impala Sports Club Nairobi   | Namibia 257/9 (50 overs)   | Israele 198 (47.3 overs)    | NAM vince di 59 runs Referto    |
| 20 febbraio 1994 | Gymkhana Club Ground Nairobi | Canada 210/9 (50 overs)    | Kenya 213/7 (47 overs)      | KEN vince di 3 wickets Referto  |

##### Classifica
| Squadre   | G | V | P | Par | NR | Pti | RR    | Esito                                      |
| --------- | - | - | - | --- | -- | --- | ----- | ------------------------------------------ |
| Kenya     | 4 | 4 | 0 | 0   | 0  | 16  | 4,846 | Qualificati alla seconda fase              |
| Canada    | 4 | 2 | 1 | 0   | 1  | 10  | 4,502 | Qualificati alla seconda fase              |
| Namibia   | 4 | 2 | 2 | 0   | 0  | 8   | 3,304 | Qualificati al torneo di consolazione      |
| Israele   | 4 | 1 | 3 | 0   | 0  | 4   | 2,556 | Qualificati al torneo di consolazione      |
| Singapore | 4 | 0 | 3 | 0   | 1  | 2   | 2,127 | Qualificata al girone per gli ultimi posti |

#### Gruppo D

##### Partite
| Data             | Luogo                              | In battuta                          | Al lancio                           | Risultato                                                 |
| ---------------- | ---------------------------------- | ----------------------------------- | ----------------------------------- | --------------------------------------------------------- |
| 13 febbraio 1994 | Aga Khan Sports Club Nairobi       | Africa Occidentale 93 (46.3 overs)  | Bermuda 94/2 (21.4 overs)           | BER vince di 8 wickets Referto                            |
| 13 febbraio 1994 | Gymkhana Club Ground Nairobi       | Danimarca 192 (46.5 overs)          | Hong Kong 192/8 (50 overs)          | PARITÀ - HKG vince di per aver perso meno wickets Referto |
| 15 febbraio 1994 | Jaffery Sports Club Nairobi        | Hong Kong 154 (47.2 overs)          | Bermuda 154/8 (50 overs)            | PARITÀ - BER vince di per aver perso meno wickets Referto |
| 15 febbraio 1994 | Simba Union Ground Nairobi         | Danimarca 219 (49.3 overs)          | Figi 126 (35.3 overs)               | DEN vince di 93 runs [ Referto]                           |
| 17 febbraio 1994 | Premier Club Ground Nairobi        | Africa Occidentale 146 (47.4 overs) | Danimarca 147/6 (37.2 overs)        | DEN vince di 4 wickets [ Referto]                         |
| 17 febbraio 1994 | Aga Khan Sports Club Nairobi       | Figi 126 (35 overs)                 | Hong Kong 127/3 (17 overs)          | HKG vince di 7 wicket Referto                             |
| 19 febbraio 1994 | Nairobi Club Ground Nairobi        | Figi 84 (29.4 overs)                | Bermuda 85/1 (16 overs)             | BER vince di 9 wickets Referto                            |
| 19 febbraio 1994 | Sir Ali Muslim Club Ground Nairobi | Hong Kong 355/8 (50 overs)          | Africa Occidentale 110 (30.5 overs) | HKG vince di 245 runs Referto                             |
| 21 febbraio 1994 | Ruaraka Sports Club Nairobi        | Danimarca 183/7 (50 overs)          | Bermuda 185/4 (43.5 overs)          | BER vince di 6 wickets Referto                            |
| 21 febbraio 1994 | Jaffery Sports Club Nairobi        | Figi 232/9 (50 overs)               | Africa Occidentale 88 (39.1 overs)  | FIJ vince di 144 runs Referto                             |

##### Classifica
| Squadre            | G | V | P | Par | NR | Pti | RR    | Esito                                      |
| ------------------ | - | - | - | --- | -- | --- | ----- | ------------------------------------------ |
| Bermuda            | 4 | 4 | 0 | 0   | 0  | 16  | 3,939 | Qualificati alla seconda fase              |
| Hong Kong          | 4 | 3 | 1 | 0   | 0  | 12  | 4,958 | Qualificati alla seconda fase              |
| Danimarca          | 4 | 2 | 2 | 0   | 0  | 8   | 3,956 | Qualificati al torneo di consolazione      |
| Figi               | 4 | 1 | 3 | 0   | 0  | 4   | 2,840 | Qualificati al torneo di consolazione      |
| Africa Occidentale | 4 | 0 | 4 | 0   | 0  | 0   | 2,185 | Qualificata al girone per gli ultimi posti |

### Secondo Turno

#### Gruppo E

##### Partite
| Data             | Luogo                        | In battuta                   | Al lancio                   | Risultato                      |
| ---------------- | ---------------------------- | ---------------------------- | --------------------------- | ------------------------------ |
| 23 febbraio 1994 | Premier Club Ground Nairobi  | Paesi Bassi 205 (48.3 overs) | Bangladesh 158 (48 overs)   | NED vince di 47 runs Referto   |
| 23 febbraio 1994 | Gymkhana Club Ground Nairobi | Hong Kong 86 (33.1 overs)    | Kenya 90/2 (16 overs)       | KEN vince di 8 wickets Referto |
| 25 febbraio 1994 | Nairobi Club Ground Nairobi  | Paesi Bassi 288/8 (50 overs) | Hong Kong 154 (41.1 overs)  | NED vince di 134 runs Referto  |
| 25 febbraio 1994 | Simba Union Ground Nairobi   | Kenya 295/6 (50 overs)       | Bangladesh 282/8 (50 overs) | KEN vince di 13 runs Referto   |
| 27 febbraio 1994 | Aga Khan Sports Club Nairobi | Bangladesh 238/8 (50 overs)  | Hong Kong 181 (48.5 overs)  | BAN vince di 57 runs Referto   |
| 27 febbraio 1994 | Ruaraka Sports Club Nairobi  | Paesi Bassi 250/8 (50 overs) | Kenya 251/8 (49.5 overs)    | KEN vince di 2 wickets Referto |

##### Classifica
| Squadre     | G | V | P | Par | NR | Pti | RR    | Esito                       |
| ----------- | - | - | - | --- | -- | --- | ----- | --------------------------- |
| Kenya       | 3 | 3 | 0 | 0   | 0  | 12  | 5,491 | Qualificati alle semifinali |
| Paesi Bassi | 3 | 2 | 1 | 0   | 0  | 8   | 4,953 | Qualificati alle semifinali |
| Bangladesh  | 3 | 1 | 2 | 0   | 0  | 4   | 4,520 |                             |
| Hong Kong   | 3 | 0 | 3 | 0   | 0  | 0   | 2,807 |                             |

#### Gruppo F

##### Partite
| Data             | Luogo                        | In battuta                           | Al lancio                              | Risultato                      |
| ---------------- | ---------------------------- | ------------------------------------ | -------------------------------------- | ------------------------------ |
| 23 febbraio 1994 | Simba Union Ground Nairobi   | Canada 149 (43.2 overs)              | Bermuda 151/2 (34.5 overs)             | BER vince di 8 wickets Referto |
| 23 febbraio 1994 | Ruaraka Sports Club Nairobi  | Emirati Arabi Uniti 295/4 (50 overs) | Irlanda 236/9 (50 overs)               | UAE vince di 59 runs Referto   |
| 25 febbraio 1994 | Gymkhana Club Ground Nairobi | Irlanda 202 (48.4 overs)             | Bermuda 206/3 (45.5 overs)             | BER vince di 7 wickets Referto |
| 25 febbraio 1994 | Aga Khan Sports Club Nairobi | Canada 278/7 (50 overs)              | Emirati Arabi Uniti 279/9 (49.2 overs) | UAE vince di 1 wicket Referto  |
| 27 febbraio 1994 | Nairobi Club Ground Nairobi  | Bermuda 329/9 (50 overs)             | Emirati Arabi Uniti 330/9 (48.4 overs) | UAE vince di 1 wicket Referto  |
| 27 febbraio 1994 | Premier Club Ground Nairobi  | Irlanda 212/7 (50 overs)             | Canada 213/5 (46 overs)                | CAN vince di 5 wickets Referto |

##### Classifica
| Squadre             | G | V | P | Par | NR | Pti | RR    | Esito                       |
| ------------------- | - | - | - | --- | -- | --- | ----- | --------------------------- |
| Emirati Arabi Uniti | 3 | 3 | 0 | 0   | 0  | 12  | 6,108 | Qualificati alle semifinali |
| Bermuda             | 3 | 2 | 1 | 0   | 0  | 8   | 5,250 | Qualificati alle semifinali |
| Canada              | 3 | 1 | 2 | 0   | 0  | 4   | 4,384 |                             |
| Irlanda             | 3 | 0 | 3 | 0   | 0  | 0   | 4,333 |                             |

### Eliminazione diretta
|  | Semifinali          | Semifinali          | Semifinali          |                     |       | Finale | Finale | Finale |  |
|  |                     |                     |                     |                     |       |        |        |        |  |
|  | Kenya               | Kenya               | 318/5               |                     |       |        |        |        |  |
|  | Kenya               | Kenya               | 318/5               |                     |       |        |        |        |  |
|  | Bermuda             | Bermuda             | 254/9               |                     |       |        |        |        |  |
|  | Bermuda             | Bermuda             | 254/9               |                     | Kenya | Kenya  | 281/6  |        |  |
|  |                     |                     |                     |                     | Kenya | Kenya  | 281/6  |        |  |
|  |                     |                     | Emirati Arabi Uniti | Emirati Arabi Uniti | 282/8 |        |        |        |  |
|  | Paesi Bassi         | Paesi Bassi         | Emirati Arabi Uniti | Emirati Arabi Uniti | 282/8 | 194    |        |        |  |
|  | Paesi Bassi         | Paesi Bassi         |                     |                     |       |        |        |        |  |
|  | Emirati Arabi Uniti | Emirati Arabi Uniti | 195/4               |                     |       |        |        |        |  |

#### Semifinali
| Data          | Luogo                        | In battuta (nel I innings)   | Al lancio (nel I innings)              | Risultato                      |
| ------------- | ---------------------------- | ---------------------------- | -------------------------------------- | ------------------------------ |
| 1º marzo 1994 | Aga Khan Sports Club Nairobi | Kenya 318/5 (50 overs)       | Bermuda 254/9 (50 overs)               | KEN vince di 64 runs Referto   |
| 3 marzo 1994  | Nairobi Club Ground Nairobi  | Paesi Bassi 194 (48.3 overs) | Emirati Arabi Uniti 195/4 (44.4 overs) | UAE vince di 6 wickets Referto |

#### Finale per il III posto
| Data         | Luogo                      | In battuta (nel I innings)   | Al lancio (nel I innings) | Risultato                     |
| ------------ | -------------------------- | ---------------------------- | ------------------------- | ----------------------------- |
| 5 marzo 1994 | Simba Union Ground Nairobi | Paesi Bassi 306/2 (50 overs) | Bermuda 203 (42.2 overs)  | NED vince di 103 runs Referto |

#### Finale
| Data         | Luogo                       | In battuta             | Al lancio                              | Risultato                      |
| ------------ | --------------------------- | ---------------------- | -------------------------------------- | ------------------------------ |
| 6 marzo 1994 | Ruaraka Sports Club Nairobi | Kenya 281/6 (50 overs) | Emirati Arabi Uniti 282/8 (49.1 overs) | UAE vince di 2 wickets Referto |